# جاسم الحمدان
جاسم الحمدان (عربی: جاسم الحمدان؛ زادهٔ ۹ اکتبر ۱۹۸۶) یک ورزشکار اهل عربستان سعودی است.
از باشگاه‌هایی که در آن بازی کرده‌است می‌توان به باشگاه فوتبال هجر عربستان سعودی اشاره کرد.